# Le Monde et sa propriété

Le Monde et sa propriété est une série documentaire créée par Gérard Mordillat, Christophe Clerc et Bertrand Rothé en 2022.

## Synopsis
La série explore l'histoire de la notion de propriété, de son origine à aujourd'hui ainsi que de son application dans la loi en phase avec le corps humain, l'intelligence et la nature.

## Épisodes
1. Inviolable et sacrée
2. Mon corps est à moi
3. Breveter le vivant
4. Posséder la terre

## Distribution
- Virginie Ledoyen : Narratrice

## Réception
Le documentaire est bien accueilli par Le Monde,Télérama, La Croix et Région Île-de-France. Ouest-France salue les précisions des différents intervenants mais déplore un effet de lenteur dans le récit.